# 1595
Năm 1595 (số La Mã: MDXCV) là một năm thường bắt đầu vào ngày Chủ nhật trong lịch Gregory (hoặc một năm thường bắt đầu vào thứ Tư trong lịch Julius chậm hơn 10 ngày).

## Sinh
- Pocahontas, cô gái da đỏ